# 교토의 쌍둥이 자매
교토의 쌍둥이 자매(古都, Twin Sisters of Kyoto)는 일본에서 제작된 나카무라 노보루 감독의 1963년 드라마 영화이다. 이와시타 시마 등이 주연으로 출연하였다.

## 출연

### 주연
- 이와시타 시마
- 나가토 히로유키
- 미야구치 세이지
- 요시다 테루오

## 제작진
- 원작자: 가와바타 야스나리

## 같이 보기
- 제36회 아카데미상 외국어영화상 출품작 목록